# Relaxin' with the Miles Davis Quintet
Relaxin' with the Miles Davis Quintet è un album di Miles Davis pubblicato nel 1958 dalla Prestige Records (Prestige 7129).

## Il disco
Si tratta del secondo di quattro album frutto delle due sedute di registrazione effettuate da Miles Davis con il suo storico quintetto l'11 maggio e il 26 ottobre del 1956 per onorare la conclusione del contratto che lo legava alla Prestige Records.
Dalle stesse sedute furono tratti altri tre album pubblicati a distanza di molti mesi l'uno dall'altro: il precedente Cookin' oltre a Workin' e Steamin' with the Miles Davis Quintet usciti in seguito.

Nel disco è testimoniata una "falsa partenza" in You're My Everything. Il pianista Red Garland introduce il brano con alcuni accordi arpeggiati molto soft. Dopo pochi secondi Davis lo interrompe con un sonoro fischio e con la sua voce roca gli intima:
Dopo qualche istante Garland ricomincia l'introduzione con alcuni accordi a due mani molto decisi: i block chord richiesti dal leader e che erano in effetti una specialità del pianista.

## Tracce
1. If I Were a Bell (Frank Loesser) - 8:20[3]
2. You're My Everything (M.Dixon, J.Young, H.Warren) - 5:21[4]
3. I Could Write a Book (R.Rodgers, L.Hart) - 5:13
4. Oleo (Sonny Rollins) - 6:28[4]
5. It Could Happen to You (J.Burke, J.Van Heusen) - 6:40
6. Woody 'n' You (Dizzy Gillespie) - 5:02

Le tracce 1, 2, 3 e 4 furono registrate nella sessione del 26 ottobre 1956, le tracce 5 e 6 nella sessione dell'11 maggio 1956.

## Formazione
- Miles Davis - tromba
- John Coltrane - sax tenore
- Red Garland - pianoforte
- Paul Chambers - contrabbasso
- Philly Joe Jones - batteria